# 马王街道 (贵阳市)
马王街道是中华人民共和国贵州省貴陽市云岩区下辖的一个街道办事处。

## 行政区划
马王街道下辖以下村级行政区划单位：
金鸭社区、汽制社区、黎苏社区、金马社区、水电八局社区、水电九局社区、鸭江社区、鑫园社区、白橙社区、金鸭村。